# Fabian Römer (Komponist)

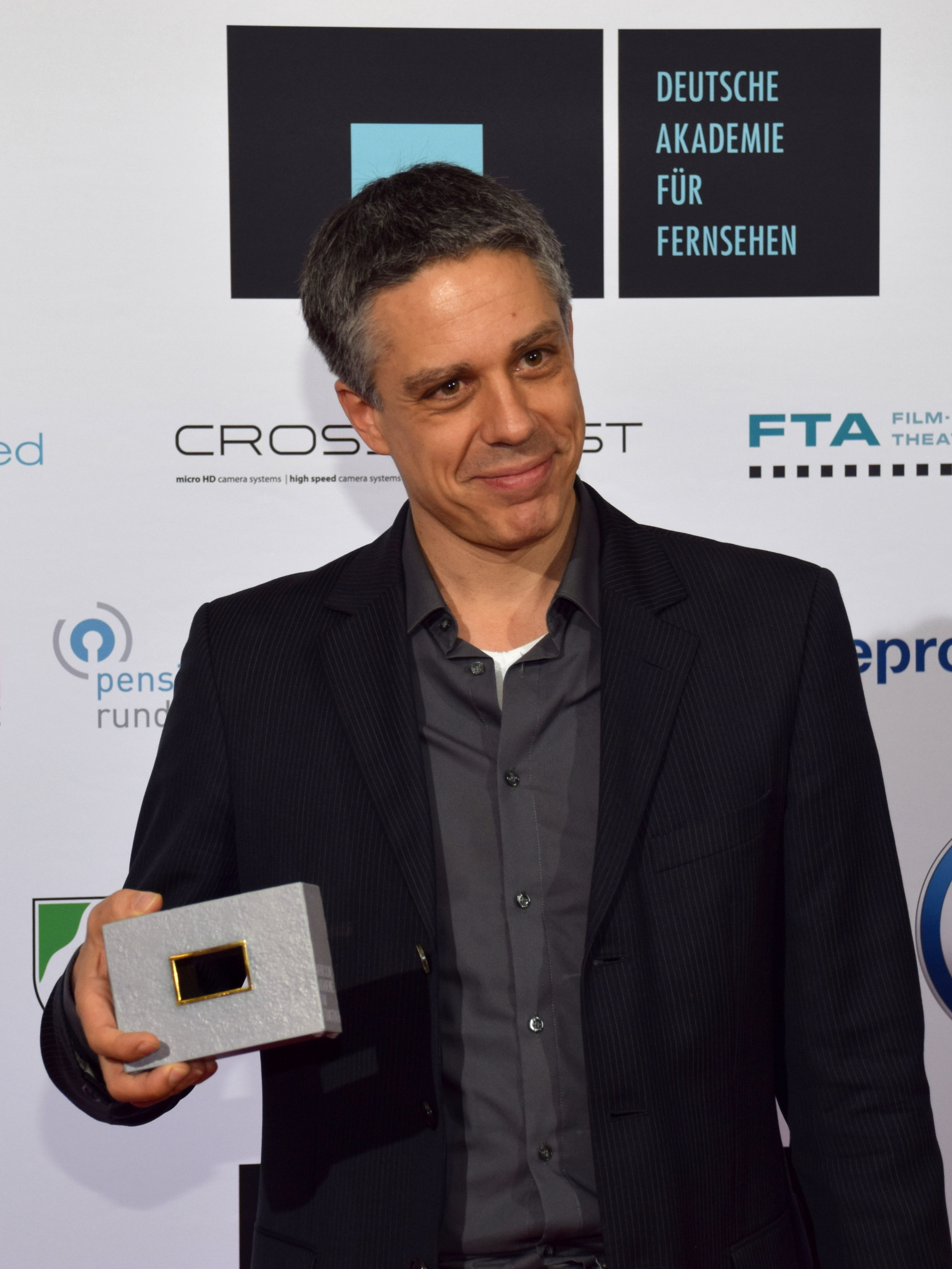
Fabian Römer bei der Preisverleihung der Deutschen Akademie für Fernsehen 2015

Fabian Römer (* 28. Oktober 1973 in Zürich) ist ein Schweizer Musiker und Filmkomponist.

## Leben
Römer ist der Sohn eines Musiklehrers und spielt seit seinem vierten Lebensjahr Violine. Nach dem Abitur an der Kantonsschule in Schwyz im Jahr 1994 absolvierte er ein Berufsstudium Musik (SMPV) im Hauptfach Violine bei Slobodan Mirkovic. Daneben spielte er Keyboard in mehreren Bands. 1995 war er Mitgründer des Tonstudios GYSKO Soundlab in Pfäffikon. In diesem Jahr komponierte er auch seine erste Filmmusik für den französischen Kinofilm Les Egares von Regisseur Gabriel Le Bomin. 1998 arbeitete er als music supervisor in London bei Videosonics, anschliessend zog er nach München. In den folgenden Jahren komponierte er Filmmusiken für Fernseh- und Kino-Produktionen, aber auch für Hörspiel und Werbung.
Beim Filmfestival Max Ophüls Preis erhielt er 2005 den Preis für die Beste Filmmusik für Katze im Sack von Florian Schwarz. 2006 wurde Römer mit einem "Clef d'Or" Prix du Jury du Public für die beste Musik beim 7eme Festival International Musique et Cinema zu dem französischen Kinofilm Les Fragments d'Antonin (Regie: Gabriel Le Bomin) und dem Deutschen Fernsehpreis in der Kategorie Beste Musik für die Tatort-Folge Schneetreiben (Regie: Tobias Ineichen) ausgezeichnet. Ausserdem wurde er 2009 für den ersten Deutschen Musikautorenpreis der GEMA nominiert. 2010 gewann er den Preis der deutschen Filmkritik und wurde mit einer Nominierung für den Deutschen Filmpreis in der Kategorie Beste Filmmusik für Anno Sauls Die Tür bedacht. 2015 erhielt er den Deutschen Musikautorenpreis in der Kategorie Komposition audiovisuelle Medien sowie die Auszeichnung der Deutschen Akademie für Fernsehen in der Kategorie Musik für Tannbach – Schicksal eines Dorfes.
Fabian Römer lebt in München und hat drei Töchter.

## Filmografie (Auswahl)
- 2003: Es wird etwas geschehen
- 2003: Wilsberg: Letzter Ausweg Mord
- 2004: Problemzone Schwiegereltern
- seit 2004: Tatort
  - 2004: Vorstadtballade
  - 2005: Todesbrücke
  - 2005: Minenspiel
  - 2005: Schneetreiben
  - 2007: Nachtgeflüster
  - 2007: Das Ende des Schweigens
  - 2007: Dornröschens Rache
  - 2007: Satisfaktion
  - 2009: Neuland
  - 2010: Weil sie böse sind
  - 2010: Die Unmöglichkeit, sich den Tod vorzustellen
  - 2012: Der traurige König
  - 2012: Skalpell
  - 2013: Macht und Ohnmacht
  - 2013: Geburtstagskind
  - 2014: Der Fall Reinhardt
  - 2014: Verfolgt
  - 2015: Frohe Ostern, Falke
  - 2016: Narben
  - 2016: Das Recht, sich zu sorgen
  - 2016:  Wir – Ihr – Sie
  - 2016: Freitod
  - 2017: Kriegssplitter
  - 2017: Nachbarn
  - 2018: Familien
  - 2018: Friss oder stirb
  - 2018: Bombengeschäft
  - 2019: Kaputt
  - 2019: Väterchen Frost
  - 2020: Züri brännt
  - 2021: Schoggiläbe
  - 2022: Kehraus
  - 2023: Seilschaft
  - 2024: Das Wunderkind
- 2005: Wilsberg: Schuld und Sünde
- 2005: Wilsberg: Todesengel
- 2005: Einsatz in Hamburg – Superzahl: Mord
- 2005: Ausgerechnet Weihnachten
- 2006: Sonjas Rückkehr
- 2006: Commissario Laurenti – Die Toten vom Karst
- 2006: Sperling – Sperling und die kalte Angst
- 2006:  Polizeiruf 110 – Traumtod
- 2006: Schimanski: Tod in der Siedlung
- 2006: Doppelter Einsatz: Rumpelstilzchen
- 2006: Wilsberg: Miss-Wahl
- 2006: Der Novembermann
- 2006: Die Geschichte des Soldaten Antonin (Les fragments d’Antonin)
- 2007–2013: Der Kommissar und das Meer (Fernsehserie, 13 Folgen)
- 2008: Guter Junge
- 2008: Jimmie
- 2009: Killerjagd. Töte mich, wenn du kannst
- 2009: Die Tür
- 2010: Das Duo – Mordbier
- 2011: Die Verführung – Das fremde Mädchen
- 2011: Das Duo – Tödliche Nähe
- 2011: Rindvieh à la Carte
- 2012: Bella Block: Der Fahrgast und das Mädchen
- 2012: Jeder Tag zählt
- 2012: Willkommen im Krieg
- 2012: Kaddisch für einen Freund
- 2012: Spreewaldkrimi – Eine tödliche Legende
- 2012–2015: Reiff für die Insel (Fernsehserie)
  - 2012: Neubeginn
  - 2013: Katharina und der ganz große Fisch
  - 2014: Katharina und die Dänen
  - 2015: Katharina und der große Schatz
- 2013: Unsere Mütter, unsere Väter
- 2013: Eine unbeliebte Frau
- 2013: Keine Zeit für Träume
- 2013: Tot im Wald
- 2014: Die Pilgerin (TV-Zweiteiler)
- 2014: Frauchen und die Deiwelsmilch
- 2014: Zwischen den Zeiten
- 2015: Tannbach – Schicksal eines Dorfes
- seit 2015: Kommissar Dupin (Fernsehreihe)
  - 2015: Bretonisches Gold
  - 2017: Bretonischer Stolz
  - 2017: Bretonische Flut
  - 2018: Bretonisches Leuchten
  - 2019: Bretonische Geheimnisse
  - 2020: Bretonische Vermächtnis
  - 2022: Bretonische Idylle
  - 2023: Bretonische Nächte
- 2016: Emma nach Mitternacht – Frau Hölle
- 2016: Allmen und das Geheimnis der Libellen
- 2016: Dresden Mord: Nachtgestalten
- 2016: Männertag
- 2018: Angst in meinem Kopf[1]
- 2018: Parfum
- 2018: Getrieben
- 2019: Nur eine Frau
- 2019: Club der einsamen Herzen
- 2019: Wendezeit
- 2019: Preis der Freiheit (Fernseh-Dreiteiler)
- seit 2020: Ein Tisch in der Provence
- 2022: Der junge Häuptling Winnetou
- 2022: Der Barcelona-Krimi: Der längste Tag
- 2022: Der Barcelona-Krimi: Der Riss in allem
- 2023: Blutholz
- 2023: Allmen und das Geheimnis des Koi (Fernsehreihe)
- 2023: Die Saat – Tödliche Macht (Fernsehsechsteiler)
- 2024: Mein Kind – Moya Ditina
- 2024: Tödliche Schatten
- 2025: Ein Mädchen namens Willow

## Auszeichnungen
- 2020: Innerschweizer Kulturpreis